# Ron Barceló

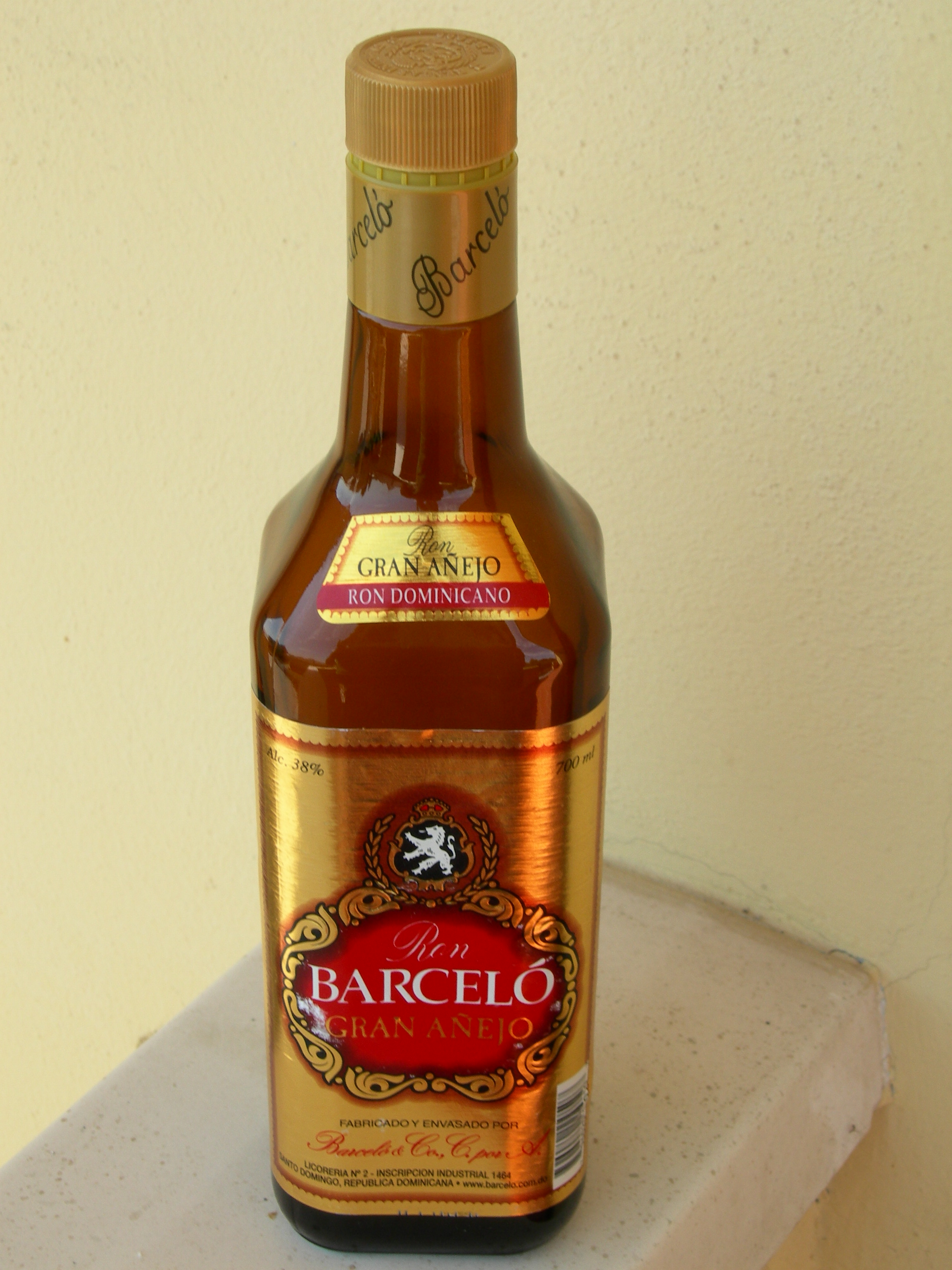
Ron Barceló Gran Añejo in vendita a Santo Domingo (2003)

Ron Barceló è una casa produttrice di rum della Repubblica Dominicana.

## Storia
La distilleria e liquoreria Barceló & Co. venne fondata nel 1930 a Santo Domingo dai fratelli spagnoli Julian e Andres Barceló che da Maiorca giunsero nella Repubblica Dominicana nel 1929. Il marchio è oggi posseduto dal gruppo spagnolo Varma.

## Prodotti

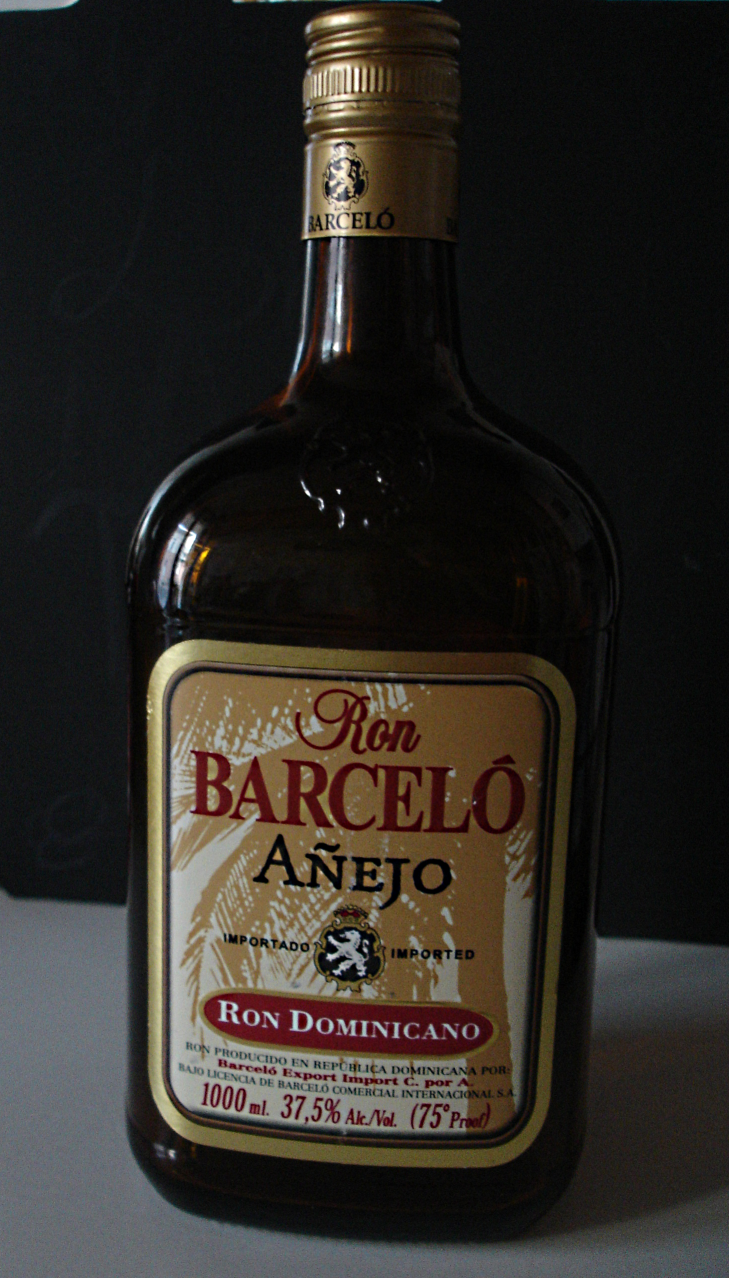
Añejo

- Barceló Imperial: è un rum prodotto da melassa di canna da zucchero con gradazione alcolica del 40%. Prodotto in serie limitata, è un blend (miscela) di rum diversi di colore rame brillante.
- Barceló Añejo
- Barceló Gran Añejo
- Barceló Cream
- Boca Chica